# G. Harishankar

Govinda Rao Harishankar (Chenai, 10 de junio de 1958-Chenai, 11 de febrero de 2002) fue un reconocido ejecutante de kanjira, un tipo de pandereta utilizada en la música carnática de la India. Hasta la fecha, es el único ejecutante de kanjira en ser galardonado con el Premio Académico Sangeet Natak, el máximo reconocimiento nacional otorgado a artistas de la India.